# ʿAbd al-Qāhir al-Baghdādī
Abū Mansūr ʿAbd al-Qāhir ibn Tāhir al-Baghdādī (arabisch أبو منصور عبدالقاهر ابن طاهر البغدادي, DMG Abū Manṣūr ʿAbd al-Qāhir ibn Ṭāhir al-Baġdādī; geboren um 980; gestorben 1037) war ein arabischer muslimischer Theologe und Mathematiker aus Bagdad, der der schafi'itischen Rechtsschule zuzuordnen ist.

## Biografie
Sein Namenszusatz al-Shafi'i gab die religiöse Schule an, der er angehörte, und al-Tamimi den Stamm. Er wuchs in Bagdad auf und ging mit seinem Vater nach Nischapur. Teil seines großen Privatvermögens gab er für Gelehrte und Studium aus. Nachdem in Nischapur Unruhen ausbrachen ging er in das ruhigere Städtchen Asfirayin. Er soll dort mehrere Jahre in der Moschee unentgeltlich gelehrt haben und galt als bedeutender Theologe.
Während seine Abhandlung über Messung von Längen, Flächen und Volumina (Kitab fi'l misaha) wenig bedeutend ist, hat seine Abhandlung al-Tamila fi'l Hisab Bedeutung für die Mathematikgeschichte. Er behandelt dort verschiedene Rechensysteme, wobei er die indische Zahlschrift und darauf beruhende arithmetische Methoden bevorzugt, wozu auch die Verwendung des Abakus gehörte. Diskutiert werden auch Fingerzählmethoden und Hexagesimalsystem, Brüche und irrationale Zahlen sowie kaufmännisches Rechnen, wobei dort auch Probleme zur Unterhaltungsmathematik aufgeführt sind. Es enthält Hinweise auf ein verlorenes Werk von Al-Khwarizmi, das nicht auf dem Dezimalsystem der Inder beruht, sondern auf Fingerzählmethoden beruht. A. S. Saidan sieht darin einen Hinweis auf die spätere mittelalterliche Unterscheidung von Abakisten (Nutzer des Abakus, die das indisch-arabische Dezimalsystem nutzten) und Algorithmikern nach Al-Khwarizmi, der nach den Hinweisen bei Al-Baghdadi nach A. S. Saidan in seinem verlorenen arabischen Werk Kitab al-jam' wa'l tafriq nicht indische Zahlsysteme, sondern ältere Fingerrechnungssysteme behandelt. Er behandelte auch Reihen etwa von Polygonalzahlen.
Er behandelte befreundete Zahlen (vorher schon Thabit ibn Qurra), vollkommene Zahlen, defiziente Zahlen und abundante Zahlen. Dabei korrigierte er einige Behauptungen von Nikomachos von Gerasa über vollkommene Zahlen. Er gab 945 als kleinste ungerade abundante Zahl an, was im Westen durch Bachet wiederentdeckt wurde. Er diskutierte als Erster Äquivalentzahlen, bei denen die Summe der echten Teiler gleich ist.

## Werke
- Uṣūl ad-Dīn, systematische Abhandlung zu den Grundlagen der islamischen Religion. Digitalisat der Druckausgabe Istanbul 1928
- al-Farq baina l-firaq, Werk zu den unterschiedlichen Rechtsschulen (Madhhab) und zur Sektengeschichte im Islam, das von Kate Chambers Seelye unter dem Titel Moslem Schisms and Sects ins Englische übertragen wurde. Digitalisat
- al-Nāsiḫ wa-l-mansūḫ, Abhandlung zur Abrogation. Ed. Ḥilmī Kāmil Asʿad ʿAbd al-Hādī. Amman 1987. Digitalisat
- al-Takmila fī l-ḥisāb, Abhandlung, die Ergebnisse zur Arithmetik und Zahlentheorie und Kommentare zu heute nicht mehr erhaltenen Werken von al-Chwarizmi enthält.
- Kitāb fī l-Misah, Abhandlung über geometrische Maße